# Chionea valga
Chionea valga är en tvåvingeart som beskrevs av Harris 1841. Chionea valga ingår i släktet Chionea och familjen småharkrankar. Inga underarter finns listade i Catalogue of Life.